# 제팡구

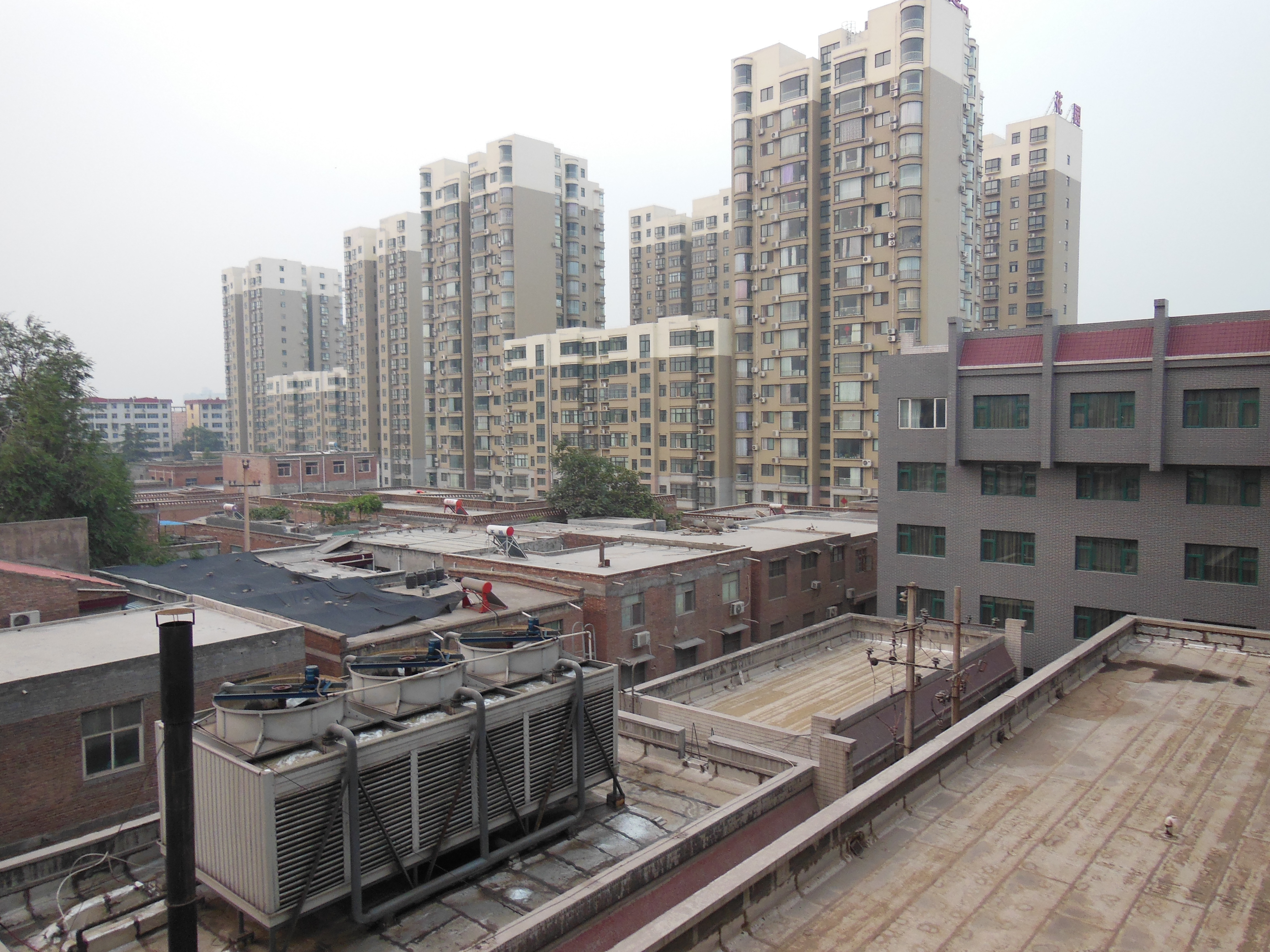

제팡구(한국어: 해방구, 중국어: 解放区, 병음: Jiěfàng Qū)는 중화인민공화국 허난성 자오쭤시의 현급 행정구역이다. 넓이는 62km2이고, 인구는 2007년 기준으로 290,000명이다.

## 기후
연평균 기온은 14.4℃이고 연평균 강수량은 584mm이다.

## 행정 구역
9개 가도를 관할한다.
- 가도: 民生街道, 民主街道, 新华街道, 焦西街道, 焦南街道, 焦北街道, 七百间街道, 上白作街道, 王褚街道.